# Lego-Preis
Der Lego-Preis wird von der dänischen Lego-Stiftung (Lego Foundation) auf der jährlichen Lego Idea Conference in Billund an Personen, Organisationen und Institutionen verliehen, die einen wichtigen Beitrag zur Verbesserung von Lebensbedingungen von Kindern leisten und für das spielerische Lernen stehen. 

## Geschichte
Der Preis wurde erstmals 1985 als jährliche Auszeichnung für besondere Anstrengungen im Interesse von Kindern verliehen. Er war mit 750.000 Dänischen Kronen (ca. 100.500 Euro) dotiert, seit 1989 mit 1.000.000 Kronen. Er ist inzwischen mit 100.000 US-Dollar (ca. 92.400 Euro) dotiert.

## Preisträger
Von 1998 bis 2007 gab es keine Preisträger. Seit 2008 wird der Preis in unregelmäßigen Abständen verliehen.
- 1986 Astrid Lindgren Foundation
- 1992 Loris Malaguzzi, wichtigster Inspirator der Reggio-Pädagogik
- 1994 Folke Tegetthoff
- 1995 Su-Nam Kin und die SaekDong Organisation
- 1996 Paul Newman und Joanne Woodward für ihre Organisation The Hole in the Wall Gang
- 1997 Papalote - Museo del Niño, Kindermuseum in Mexiko-Stadt
- 2011 Sir Ken Robinson[4]
- 2013 Johann Olav Koss, Gründer von Right To Play[5]
- 2015 Carla Rinaldi, Präsidentin von Reggio Children[6]
- 2016 Pasi Sahlberg, finnischer Lehrer[7]
- 2018 Sir Fazle Hasan Abed, Gründer und Vorstand von BRAC (Building Resources Across Communities, ursprünglich Bangladesh Rural Advancement Committee)[8][9]
- 2019 Jack Shonkoff, Direktor des Center on the Developing Child an der Harvard University[10]